# Rolf A. Weil
Rolf A. Weil (* 29. Oktober 1921 in Pforzheim; † 17. September 2017 in Lincolnwood), mit vollem Namen eigentlich Rolf Alfred Weil, musste aufgrund seiner jüdischen Religionszugehörigkeit 1936 zusammen mit seinen Eltern Deutschland verlassen. Er studierte in Amerika Ökonomie und unterrichtete ab 1946 an der Roosevelt University in Chicago, der er 42 Jahre verbunden blieb. Von 1965 an als geschäftsführender Präsident und von 1967 bis 1988 als gewählter Präsident, war er der dritte und bislang am längsten amtierende Präsident der Roosevelt University.

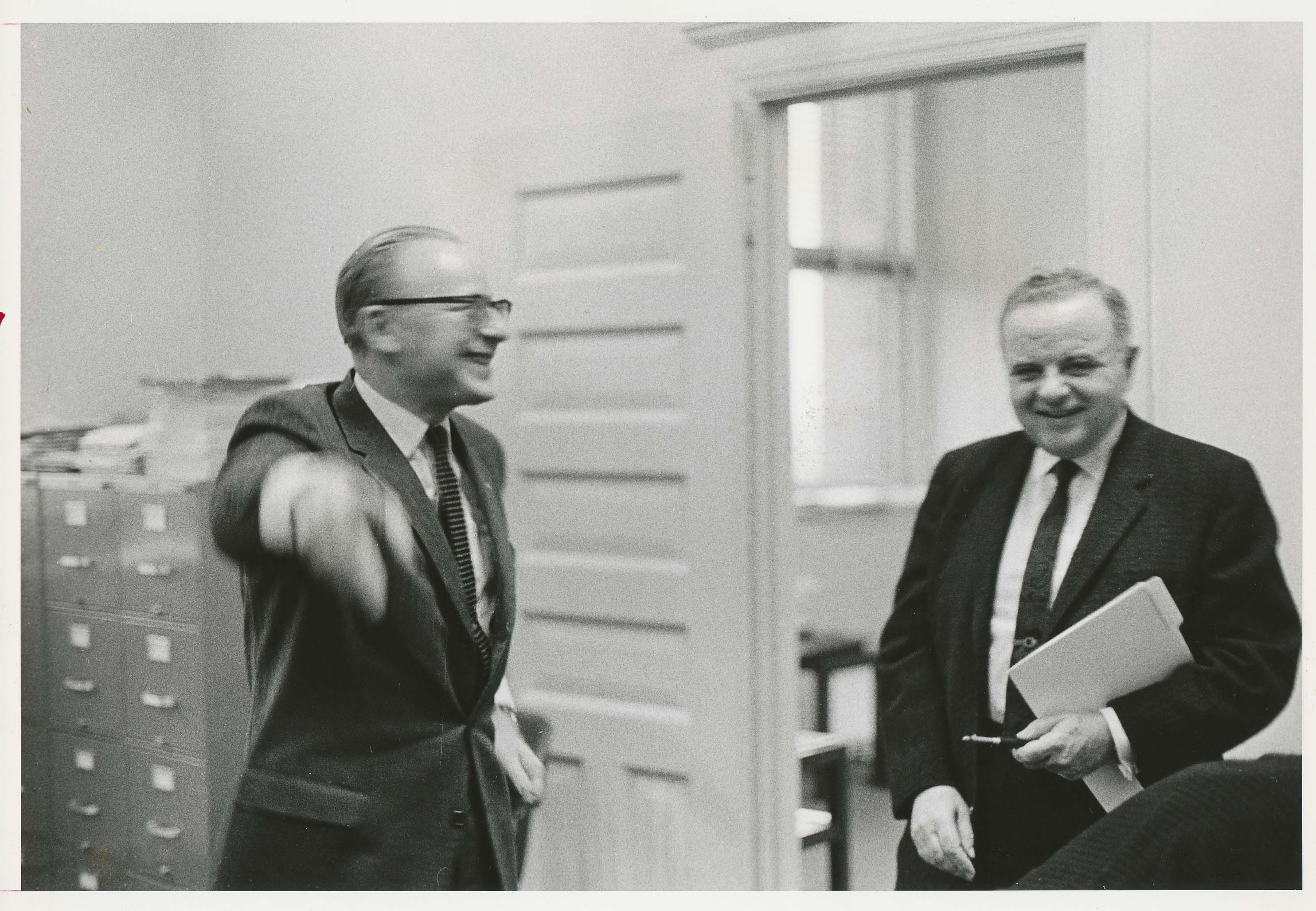
Rolf A. Weil (links) und der ebenfalls aus Deutschland stammende Otto Wirth in der Roosevelt University in den 1950er Jahren (Quelle: Archiv der Roosevelt University)

## Kindheit und Jugend in Deutschland
Rolf A. Weil stammte aus einer schon lange im Südwesten Deutschlands ansässigen jüdischen Familie. Er war das einzige Kind von Heinrich (später Henry) Weil (* 1886 in Freiburg; † 1959 in den USA) und dessen Ehefrau Lina, geborene Landauer (* 1890 in Nürtingen). Heinrich Weil arbeitete als stellvertretender Filialleiter („store manager“) in der Stuttgarter Niederlassung der Singer Company.
Rolf A. Weil wurde in Pforzheim geboren, doch schon ein Jahr nach seiner Geburt zogen seine Eltern mit ihm nach Stuttgart. Hier besuchte er auch nach der Machtergreifung noch ein traditionelles humanistisches Gymnasium. Über sein damaliges Leben berichtet er: „Wie man sieht, hatten die 1930er Jahre, die die prägende Zeit meines Lebens waren, einen großen Einfluss auf mich, denn hier bin ich im vor-nazistischen Deutschland mit meistens nicht-jüdischen Kindern aufgewachsen. Alle meine Freunde waren nicht-jüdisch. Meine Eltern waren nicht sehr religiös. Plötzlich wirst du als Jude bezeichnet; plötzlich passieren dir schreckliche Dinge.“ Weil beschreibt die Ausgrenzungen, die er erleiden musste, aber er berichtet auch von der Faszination, die die Aktivitäten der Hitlerjugend auf ihn ausübten und an denen er gerne teilgenommen hätte. Über die ihm verweigerte Teilnahme an einem vierwöchigen Landschulheimaufenthalt schreibt er: „Es war eine wunderbare Idee! Natürlich wurde sie zur politischen Indoktrination verwendet. Für ein Kind war das nicht von Bedeutung, die Idee, für vier Wochen wegzugehen und ausgebildet zu werden, klang wunderbar. Am Tag vor ihrer Abreise hatte ich bereits gepackt. Ich bekam eine Nachricht, dass es Juden nicht erlaubt ist, mitzugehen, und so wurde ich dann auf eine andere Schule versetzt. In der anderen Schule kannten mich die Kinder nicht. Ich wurde als einer dieser schmutzigen Juden angesehen, die hierher gebracht wurden. Es war sehr, sehr schwierig.“ Dass er dennoch weiterhin das Gymnasium besuchen konnte, schreibt Weil dem Frontkämpferprivileg seines Vaters zu, das diesem und seiner Familie aufgrund seiner aktiven Teilnahme am Ersten Weltkrieg einen relativen Schutz bot.
1935 schickten die Eltern, die damals immer noch davon ausgingen, in Deutschland zu bleiben, Rolf A. Weil in ein Pensionat in Lausanne, dem sich eventuell eine College-Besuch anschließen sollte. Doch die veränderten politischen Rahmenbedingungen blieben nicht ohne Auswirkungen auf das Leben der Familie Weil, insbesondere aufgrund der beruflichen Position von Heinrich Weil. „Das eigentliche Problem war, dass wir Juden waren, und die Kombination aus einem Juden, der für das arbeitete, was sie als ausländisches Unternehmen betrachteten, verursachte einige sehr große Probleme. Dies war der Grund für unser Weggehen im Jahre 1936.“ Nachdem in einer Stuttgarter NS-Zeitung Anspielungen auf Heinrich Weils Stellung in dem Unternehmen erschienen waren, wurde er in die Singer-Zentrale in Berlin zitiert. Ihm wurde mitgeteilt, dass er nicht weiter in Deutschland für Singer arbeiten könne, und man bot ihm zuerst eine Stelle in Budapest und dann in Ankara an. Als Weil dies ablehnte, war die dritte Offerte das damals noch von Tel Aviv unabhängige Jaffa.
Im Frühjahr 1936 ging Heinrich Weil auf das Angebot von Singer ein und reiste zu einer Erkundung nach Jaffa. Er geriet mitten in den Arabischen Aufstand und war der Meinung, dass es hier für ihn und seine Familie keine Zukunft geben könne. Aufgrund familiärer Verbindungen in die USA stellte sich dann heraus, dass sie Visa für die USA erhalten konnten und Verwandte die Affidavits stellen würden. Im August 1936 reiste Heinrich Weil in die USA, und im Dezember folgten ihm seine Frau und sein Sohn.

## Schule und Studium in Chicago
Nach einem kurzen Zwischenaufenthalt in New York traf sich die Familie in Chicago, wo sie im Hyde-Park-Viertel eine Wohnung bezog. In diesem Viertel lebten damals viele Flüchtlinge, jüdische und nicht-jüdische, und in manchen Straßen war es nach Weil zwischen 1936 und 1940 so, dass „man genauso gut Deutsch wie Englisch sprechen konnte“. In einem Beitrag für die Chicago Jewish Historical Society unter dem Titel HISTORY OF HYDE PARK JEWRY FROM THE 1930’S hat er sich später ausführlich mit der Flüchtlingsgeschichte des Hyde-Park-Viertels auseinandergesetzt, insbesondere mit der Geschichte der hier lebenden jüdischen Flüchtlinge.
Heinrich Weil sprach nur wenig Englisch, und die Singer-Company konnte ihm anfangs deshalb keine Arbeit anbieten. Sie war allerdings so großzügig, ihm für etwa ein Jahr jede Woche einen Scheck über $ 25,00 zuzusenden, was für damalige Verhältnisse relativ viel Geld bedeutete. Rolf A. Weil setzte den Betrag in Relation zur Miete ihrer ersten Fünfzimmer-Wohnung, für die sie monatlich $ 50,00 zu zahlen hatten und von der sie immer Zimmer untervermieten mussten, um die Kosten zu senken. Über diese damals übliche Praxis der Untervermietung schrieb Weil: „Ein interessanter Punkt an den deutschen Juden der 1930er Jahre ist, dass sie in einem bürgerlichen Viertel lebten, das sie sich nicht wirklich leisten konnten, außer durch Untervermietung eines Zimmers; das erlaubte ihnen, eine bürgerliche Existenz mit einem Einkommen einer niedrigeren Klasse zu führen.“
Henry Weil konnte später doch wieder für die Singer-Company arbeiten, aber er war gesundheitlich sehr angeschlagen und hatte große Probleme sich an das amerikanische Geschäftsleben anzupassen. „Mein Vater war nicht für das amerikanische Geschäft gemacht. Er kämpfte sehr hart, er unterstützte seine Familie bis zu seinem Tod. Aber mein Vater war zu ethisch und ein zu weicher Verkäufer, um sehr erfolgreich zu sein.“
Vom Frühjahr 1937 an besuchte Rolf A. Weil die Hyde Park High School, wo ihm aufgrund seiner deutschen Vorbildung seine mangelnden Kenntnisse der englischen Sprache und sein fehlendes Wissen in amerikanischer Geschichte besonders zu schaffen machten. Vor allem mit der Unterstützung seines Geschichtslehrers Walter Hipple, einem Schüler von Woodrow Wilson an der Princeton University, konnte er jedoch die meisten Klippen überwinden und seinen Abschluss erreichen. Hipple ermutigte ihn auch, sich am Ende seiner Schulzeit im Februar 1939 um ein Stipendium an der University of Chicago zu bewerben. Nachdem ein erster Anlauf gescheitert war, war es wiederum Hipple, der zu seinen Gunsten intervenierte und dafür sorgte, dass er mit einem Semester-Stipendium im Sommersemester 1939 sein Studium aufnehmen konnte.
Weil wollte eigentlich Geschichte studieren, entschloss sich auf einen Rat hin aber für ein Ökonomie-Studium an der University of Chicago. Als seine wichtigsten Lehrer dort erwähnt er Paul Howard Douglas, Jacob Viner, Henry Calvert Simons und Oskar Lange. 1942 bestand er das Bachelor-Examen und bekam danach von Simeon Elbridge Leland angeboten, in einem staatlich geförderten Forschungsprojekt der Cowles Commission über „Preiskontrollen und Preisbegrenzungen“ mitzuarbeiten.
Abgesichert durch ein Stipendium im Rahmen des New-Deal-Programms der National Youth Administration (NYA) wollte Rolf A. Weil auch noch sein Studium fortsetzen. Für dieses Stipendium war allerdings die amerikanische Staatsbürgerschaft Voraussetzung. Der stand seine Klassifizierung als Enemy Alien entgegen. Wiederum war er auf die Fürsprache eines früheren Lehrers angewiesen, diesmal auf die von Paul Howard Douglas, der es mit Unterstützung der aus dem Hull House hervorgegangenen Immigrants Protective League erreichte, dass Weils Status als feindlicher Ausländer aufgehoben wurde. „Ich wurde 1944 amerikanischer Staatsbürger. Ich erhielt das NYA-Stipendium, bevor ich Staatsbürger wurde, aber ohne ein feindlicher Ausländer zu sein.“ Mit dem Erhalt der amerikanischen Staatsbürgerschaft wäre Weil theoretisch auch zum Militärdienst verpflichtet gewesen; aufgrund seiner schlechten Sehfähigkeit wurde er jedoch mehrfach als kriegsuntauglich gemustert.
Nach zwei Jahren Mitarbeit in der Cowles Commission, während deren er auch die Vorarbeiten für seinen Master abschließen konnte, fand Weil auf Vermittlung von Simeon Elbridge Leland eine Stelle beim Staat Illinois. Für dessen Finanzbehörde („Department of Revenue“) arbeitete er in der Grundsteuerabteilung („property tax division“) und wirkte an der statistischen Ermittlung von Steuer-Hebesätzen („Tax Multiplier“) mit. Er bezeichnet sich selber als ersten, der 1945 für Illinois auf der Basis eines neuen Gesetzes („Butler Laws“) derartige Hebesätze ermittelt habe.
1945 entschied sich Rolf A. Weil aber auch dafür, mit einem Teil seiner Zeit zu unterrichten. Über die University of Chicago wurde ihm eine Stelle am Calumet Center der Indiana University in East-Chicago angeboten. Bei einer seiner Zugfahrten zu diesem in Indiana gelegenen College kam er in Kontakt mit dem Kulturwissenschaftler Otto Wirth (1905–1991) und dem Philosophen Lionel Ruby (1899–1972) „Wir alle lebten im Hyde-Park-Viertel. Wirth erzählte mir, dass eine neue Schule die Arbeit aufnehmen würde, eine Ausgründung des YMCA-Kollegs, dass er sich dort verpflichtet habe zu unterrichten, und dass er ein neues Konzept, Culture Studies, einführen wolle, denn man sollte nicht nur eine Sprache unterrichten, sondern auch eine Kultur. Nun, mir gefiel diese Idee irgendwie und ich sagte, ich denke, ich würde mich gerne damit beschäftigen. Er sagte: ›Nun, wenn ich jemals höre, dass sie jemanden in deinem Bereich brauchen, lasse ich es dich wissen.‹“
Die neue Schule, für die Wirth Rolf A. Weil interessierte, war das Roosevelt College; doch es sollten noch einige Monate vergehen bis zu Weils Eintritt dort. Davor lag noch sein Master-Examen (1945) und im gleichen Jahr, am 3. November 1945, die Heirat mit einer Jugendfreundin, Leni Metzger (* 1922 in Stuttgart), die er drei Jahre zuvor zufällig in Chicago wiedergetroffen hatte. Die Trauung der beiden erfolgte durch den aus Berlin emigrierten Fritz Bamberger, der nach Weils Worten damals eine führende Rolle in der Chicagoer Jüdischen Gemeinde ausübte.
Ein weiterer Zufall, wiederum im Zusammenhang mit einer Zugfahrt, verhalf Weil an Weihnachten 1945 zu seiner Anstellung am Roosevelt College. Wie zuvor Wirth und Ruby sprach ihn nun Walter Albert Weisskopf an und erkundigte sich im Laufe ihres Gesprächs nach seinem Interesse an einer Mitarbeit am College. Im Februar oder März 1946 kam dann ein Anruf von Weisskopf, und es folgte kurz darauf die Anstellung am Roosevelt College.
1981 beschloss Rolf A. Weil den ersten Teil des mit ihm geführten Interviews mit den Worten: „Ich war also einfach überglücklich und kann Ihnen heute abschließend wirklich sagen, dass alle meine damaligen Erwartungen erfüllt wurden. Ich wollte nie etwas anderes tun, als zu unterrichten, und ich war einfach absolut begeistert.“

## Roosevelt College und Roosevelt University

### Die frühen Jahre
Als Rolf A. Weil 1946 als Assistenzprofessor für Ökonomie am Roosevelt College begann, war er jünger als eine Vielzahl seiner Studenten, und er befand sich in einem für ihn interessanten Arbeitsumfeld unter der Abteilungsleitung von Walter Albert Weisskopf. Dieses Economics Department war deshalb so anregend für ihn, „weil es einerseits einen Mann mit einem breiten sozialwissenschaftlichen Hintergrund wie Walter Weis[s]kopf gab, andererseits einige neoklassische, theoretisch orientierte Ökonomen von der University of Chicago wie mich, ausgebildet in Analysemethoden, wie sie an der University of Chicago gelehrt wurden“. Er war überzeugt, „dass sich die überwältigende Mehrheit der Fakultät der Roosevelt University für Liberale hielt, Liberale in dem Sinne, dass sie für die Demokratische Partei stimmten und im Herzen New Dealers waren. […] Diese frühen Führungskräfte der Roosevelt University waren Liberale in Fragen der Rasse, der Gleichberechtigung der Geschlechter und der Geburtenkontrolle. Viele von ihnen waren, glaube ich, sehr verärgert darüber, dass in Chicago Ende 1940 das Roosevelt College, wie es damals genannt wurde, als "kleines rotes Schulhaus" gebrandmarkt wurde oder als kommunistische Institution. Nichts hätte natürlich weiter von der Wahrheit entfernt sein können, denn die überwältigende Mehrheit der Fakultät führte sicherlich ein sehr konservatives Leben und, wie ich bereits sagte, ihre Radikalität war von einer sehr milden Sorte.“ Weil war sich aber auch bewusst, dass das Label kleines rotes Schulhaus nicht primär kommunistischen Umtrieben in und um die Einrichtung galt, sondern ein Code dafür war, durch den die Offenheit des Colleges für schwarze, jüdische und japanische Studenten oder Studenten mit Flüchtlingshintergrund in der Öffentlichkeit diffamiert werden sollte.
Eingebunden in dieses wissenschaftliche und politische Umfeld, wurde Weil 1949 zum außerordentlichen Professor ernannt und 1950 an der University of Chicago promoviert. Und er näherte sich denen an, die das Image des kleinen roten Schulhauses loswerden wollten. „Ich muss sagen, das waren alles Menschen, mit denen ich zu diesem frühen Zeitpunkt nicht einverstanden war und mit denen ich später wesentlich mehr Übereinstimmung fand. Sie waren sehr fähige Menschen, aber sie waren äußerst sensibel für die Tatsache, dass es für die Roosevelt University sehr schwierig war, finanzielle Unterstützung durch die Gesellschaft zu erhalten, und das basierte in erster Linie auf völlig unbegründeten Gerüchten und Berichten, die kursierten.“
1955 wurde Weil ordentlicher Professor für Ökonomie und Finanzwissenschaften und Vorsitzender der Abteilung. Letzteres blieb er bis 1964. Parallel dazu amtierte er von 1957 bis 1964 als Dekan des College of Business Administration. 1961 wurde er zudem gewähltes Mitglied des Kuratoriums der Universität. Politisch verstand er sich als Antikommunist, sah sich aber immer mal wieder Angriffen von rechts ausgesetzt, wobei er seinen rechten Angreifern – ein häufig wiederkehrendes Motiv in seinem Interview – unterstellt, nach rechts abgedriftete ehemalige Kommunisten oder Trotzkisten zu sein. Und auch den Liberalen unterstellt er mehrfach Verrat an den propagierten Idealen.

„Ich wurde im Laufe der Jahre sehr enttäuscht von der Gruppe, die manchmal als „Liberale“ bezeichnet wird, der Gruppe, der ich mich früher selber zugehörig fühlte. Und ich entdeckte, dass viele Menschen für bürgerliche Freiheiten eintreten, wenn es um ein Thema geht, bei dem sie zur Minderheit gehören, die diskriminiert wird, aber genau die entgegengesetzte Position einnehmen, wenn sie sich in der Mehrheit befinden. Ich habe dies nicht nur an der Roosevelt University und in Bildungseinrichtungen gesehen, und wie Sie es wahrscheinlich auch schon beobachtet haben, finden Sie das auch in Gewerkschaften. Es gibt viele Menschen, die den großen Liberalismus predigen, wenn sie auf einer Seifenkiste stehen und sich mit nationalen Themen befassen. Lass es in ihrer eigenen kleinen Organisation geschehen, und, bei Gott, sie werden zu absoluten Diktatoren werden, und sie werden die Rechte der Minderheit mit Füßen treten, wann immer es ihnen passt. Ich fürchte - das ist eine Art Einführung in die Zeit der sechziger Jahre, die wohl die traumatischsten Erfahrungen meines Lebens hervorgebracht hat.“

### Big Business, akademische Freiheit und Studentenbewegung
Auch wenn seine Ernennung zum geschäftsführenden Präsidenten der Roosevelt University (1964) und seine offizielle Wahl zum Präsidenten im Jahre 1966 eine von unterschiedlichen inneruniversitäten Interessen und versteckten antisemitischen Vorurteilen geprägte Hängepartie war, gelten Weils Anspielung auf die traumatischsten Erfahrungen meines Lebens nicht diesen Vorkommnissen, sondern – neben dem Streit um die Restaurierung des Auditorium-Theaters im Auditorium Building – vor allem den Jahren der Studentenunruhen, die auch vor der privaten Roosevelt University nicht Halt machten.

Weil bekannte sich offen dazu, dass es seine wichtigste Aufgabe als Universitätspräsident war, in der Geschäftswelt finanzielle Unterstützung für die Einrichtung einzuwerben.

„Geschäftsleute geben an Institutionen, weil sie glauben, dass das, was Sie tun, tatsächlich zur Stabilität der Gemeinschaft beitragen wird. […] Tatsächlich wurde ich immer überzeugter, dass, wenn man sich an das Eigeninteresse von Geschäftsleuten wendet, man die Ziele einer Institution wie Roosevelt erreichen kann. […] Ich denke, sie konnten verstehen, dass eine Institution wie Roosevelt ein Anker am südlichen Ende des Loops war und dazu beitrug, den zunehmenden Rassenkonflikt, der sich gerade zu dieser Zeit entwickelte, abzumildern.“

Um dieses Ziel zu erreichen, musste er die Leute davon überzeugen, dass die Roosevelt University keine Institution war, „die für den Sturz der Regierung agitierte“, „und ich muss sagen, dass ich stolz darauf war, die Einstellung der Geschäftswelt gegenüber der Roosevelt University verändert zu haben. Als ich Präsident wurde, hatte die Universität nur eine sehr geringe Unterstützung durch die Wirtschaft. Ich denke, es ist mir gelungen, die Einstellungen zu ändern, ohne jemals oder in irgendeiner Weise eines der Prinzipien zu gefährden, an die ich grundsätzlich geglaubt habe: Nichtdiskriminierung, die Rolle der Aufstiegsmobilität und das Konzept der akademischen Freiheit.“

In dieser Phase, den Jahren 1967 bis 1969, in denen Weil daran arbeitete, die finanzielle Basis der Roosevelt University zu konsolidieren, entstand eine Bewegung, die in seinen Augen seine Bemühungen zu konterkarieren drohte: die 68er-Bewegung in den USA. Auslöser der Unruhen an der Roosevelt University war für Weil die Einberufungspolitik der Regierung im Zuge des Vietnamkriegs, die die Universitäten zu einem Studenten-Ranking verpflichtete: Studenten mit schlechten Noten sollten einen Einberufungsbefehl erhalten, während diejenigen mit guten Noten davon ausgenommen waren. Als „nicht verhandelbare Forderung“ verlangten die Studenten daraufhin, die Aussetzung der Rankings. Weil, obwohl nach eigenen Worten auch kein Freund der Verfahren, widersetzte sich dem Begehren der Studenten und musste erleben, dass fortan Sit-ins den Universitätsalltag beeinträchtigten. Weil glaubte, die Mehrheit der Studenten hätte das Ranking befürwortet, weil sie sich dadurch erhofft hätten, nicht in den Krieg zu müssen, und er unterstellte selbst den erbittertsten Gegnern des Rankings, dass sie sich heimlich doch zum Ranking gemeldet hätten – getreu seinem Credo, dass aus Kommunisten oder Trotzkisten die ärgsten Rechten oder aus Liberalen die Leugner liberaler Freiheiten geworden seien. Den Propagandisten des No-Rankings unterstellte er:

„Was sie von uns wollten, war, dass wir zu einem politischen Instrument zur Erreichung ihrer Ziele werden, und dabei hätten wir, so wie ich es sehe, die Institution zerstört, weil wir alle Studenten verloren hätten, die ein Ranking wollten. Wahrscheinlich waren neunzig Prozent aller Studenten nicht politisch engagiert. Alles, was sie interessierte, war, die Einberufung zu vermeiden. Und eine kleine Zahl, die selbst eine politische Agenda hatte, waren Heuchler, denn sie selbst wären unter denen gewesen, die die Roosevelt University verlassen hätten, wenn wir das Ranking ausgesetzt hätten. Dann hätten sie die Agitation an einer anderen Institution begonnen. Das war erst der Anfang des Versuchs von Menschen mit unterschiedlichsten Motivationen (einige von ihnen mögen Idealisten gewesen sein, andere waren, glaube ich, nur politische Funktionäre), die Universität als politisches Instrument zu nutzen.“

Weil inszeniert sich in dem Interview als einsamer Kämpfer für die Rettung der Universität als Institution und erlebte es als einen schweren psychologischen Schlag, als er erkennen musste, dass auch Teile des Lehrkörpers, und insbesondere gute Freunde darunter, mit den Studenten sympathisierten. Doch er blieb seinem Kurs treu und meisterte auch alle weiteren Konflikte nach dem einfachen Muster: Hier die zu schützende Institution – dort die ihre Zerstörung mutwillig in Kauf nehmenden oder gar anstrebenden Kräfte. „Ich dachte mir: Mein Gott, das sind Menschen, die immer über Demokratie und Freiheit gesprochen haben, und wenn sie hier nicht mit dir übereinstimmen, werden sie dir nicht das Recht geben, eine andere Meinung zu vertreten und dich stattdessen bedrohen.“ Doch auch die Unterstützung, die er noch erhielt, wahr im suspekt: „Natürlich habe ich die ungebetene Unterstützung von einigen der Leute von der rechten politischen Seite in dieser Sache erhalten, und du weißt, dass es ein schreckliches Dilemma geschaffen hat, weil ich auf der einen Seite nach jeder Unterstützung gesucht habe, die ich bekommen konnte, aber gleichzeitig ist es eine unglückliche Situation, wenn die Leute, die du für deine Freunde hältst, dich verraten und manchmal Freunde kommen, nach denen du nicht wirklich gesucht hast.“
Konflikte um die Berufung linker Dozenten, Besetzungen, Räumungen, Verhaftungen, Kooperation mit dem FBI – und über allem immer wieder die Überzeugung, dass alle Proteste von außen gesteuert und darauf angelegt gewesen seien, die Freiheit der Universität zu untergraben. Das Jahr 1968 war für Weil dasjenige, das „intellektuell am schwersten für mich war“, aber „das Jahr 69 war das körperlich bedrohlichste“. Der Hauptgegner jetzt: die Black Panthers und ihr Verlangen nach Black studies. Wiederum wähnt Weil 90 Prozent der schwarzen Roosevelt-Studenten auf der Seite derer, die sich nicht bei den Black Panthers engagierten, doch erneut konfrontierte ihn eine aus seiner Sicht kleine radikale Minderheit mit „nicht verhandelbaren Forderungen“. Er berichtet von tätlichen Übergriffen und dass er auf einer „Panther's execution list“ gestanden habe. Dennoch endeten die Auseinandersetzungen mit einem Kompromiss. Es wurden Gelder für Black Studies zur Verfügung gestellt, doch die Universität wusste sie in ihrem Interesse zu nutzen: „Nun, was wir getan haben, ist, dass wir im Rahmen des damaligen Kompromisses einen sehr umfangreichen Haushalt aufgestellt haben. Wir bestanden darauf, dass es für den Lehrplan ausgegeben wird, aber es enthielt eine Ausgabenkategorie für Dozenten. Glücklicherweise ist es uns gelungen, Leute für die Fakultät zu finden, die relativ besonnen waren, und alles ging zu Ende.“

Weil sah sich nach all diesen Auseinandersetzungen zu Unrecht als ein Reaktionär abgestempelt, verteidigt aber sein politisches Credo der Verteidigung der akademischen Freiheit gegenüber Menschen mit einer bestimmten Ideologie:

„Wir müssen anerkennen, dass eine Universität unpolitisch sein sollte, außer möglicherweise in einer Situation, und das war immer meine Philosophie, nämlich, dass, wenn die Hauptmission der Universität bedroht ist, wie zum Beispiel, wenn man eine nationalsozialistische Regierung hätte, die es der Fakultät nicht erlauben würde, die Wahrheit so zu lehren, wie sie sie sieht, ich denke, dass an diesem Punkt eine Universität kämpfen muss. Aber zu allen anderen Zeiten ist die ideale Universität eine, in der man jeden Standpunkt vertreten hat. Es gibt keine völlig objektive Lehre. Und an seine Interviewerin gewendet fährt er fort: Natürlich werden Sie als Historikerin verstehen, dass die Geschichte von verschiedenen Menschen unterschiedlich gesehen wird, und das ist es, was sein sollte.“

### Das Vermächtnis einer über zwanzigjährigen Präsidentschaft
In einem Nachruf auf Weil würdigte 2017 Ali Malekzadeh, der amtierende Präsident der Roosevelt University, Weil an erster Stelle als starken Fundraiser, der immer das Wohl der Universität an erste Stelle gesetzt und für deren finanzielle Stabilität ebenso gesorgt habe wie für die Aufstiegsmöglichkeiten ihrer Studierenden. Als weitere Verdienste würdigt er Weils Verantwortung für die Planung und den Bau des Herman Crown Center der Universität, das inzwischen durch das Wabash Building ersetzt wurde; er habe das Heller College of Business gegründet, einschließlich dessen MBA-Programm, und er habe im Nordwesten Chicagos, in Arlington Heights, die Roosevelt-Dependance, den Albert A. Robin Campus, etabliert.

Dieser Nachruf weicht kaum von Weils Selbstbild ab, das dieser in seinem Interview von 1981 preisgab:

„Ich würde sagen, wenn Sie mich fragen würden, was die wichtigsten Errungenschaften in meiner Zeit als Präsident waren, würde ich sagen: Nummer eins, die finanzielle Integrität dieser Institution zu gewährleisten; Nummer zwei, wir haben die akademische Freiheit durch Glaubwürdigkeit gewährleistet; Nummer drei, wir haben große Änderungen am Lehrplan vorgenommen, insbesondere im Hinblick auf den Wechsel in den Erwachsenenbereich und die Einführung des Bachelors im General Studies Program; und Nummer vier, wir haben die Roosevelt University im Nordwesten entwickelt.“

Darüber hinaus bekannte er sich zu einem Zukunftskonzept für die Roosevelt University, das ein Alleinstellungsmerkmal abgeben könne: der Idee einer integrierten, interdisziplinären, humanistischen Bildung. Er meinte damit kein additives Konzept, das zum Beispiel Geschichtsstudenten verpflichtete auch Kurse in Philosophie zu belegen:

„Ein interdisziplinäres Programm bedeutet, dass Sie Kurse entwickeln, die Geschichte, Philosophie und Literatur verbinden. Was ich will, ist ein geisteswissenschaftlicher Abschluss und vielleicht ein sozialwissenschaftlicher Abschluss, und es wäre ein Unterscheidungsmerkmal, etwas, womit ich sagen könnte, dass wir eine ganz andere Art haben, einen Studenten zu unterrichten.“

Interessanterweise träumte Weil davon, diesen Ansatz auch auf die Business Studies zu übertragen, die er sich nur als Sozialwissenschaften, Verhaltenswissenschaften und erweiterte Mathematik integrierende Ausbildungsgänge vorzustellen vermag.

„Mein eigenes Konzept von Bildung (ich schätze, zu viele Leute wissen das nicht.) ist, dass ich viel lieber Leute hätte, die ihre humanistische Ausbildung anwenden würden, die sie gehabt haben, aber dass sie auch realistisch genug wären, zu sagen, ich habe diese Ausbildung erhalten, um sie auf die Leitung von Unternehmen anzuwenden.“

## Außeruniversitäre Aktivitäten
Weils Publikationsliste ist sehr überschaubar und umfasst vor allem Aufsätze und Rezensionen. Als Berater und Sachverständiger scheint er jedoch gefragt gewesen zu sein. So war er Sachverständiger für Vermögenssteuerstreitigkeiten in mehreren US-Bundesstaaten und er arbeitete als Steuerberater („Tax consult“) unter anderem für Gulf Oil und Mobile and Ohio Railroad. Er hatte Fernseh- und Radioauftritte, war Mitglied in vielen Organisationen, gehörte Stiftungskuratorien an und war Sprecher von Wirtschaftsverbänden.

### Selfhelp und Selfhelp Home
Weil war Jude, war durch einen jüdischen Gelehrten getraut worden und thematisierte im Interview den latenten Antisemitismus gerade auch unter sich liberal verstehenden Amerikanern. Mehr über sein Verhältnis zur jüdischen Religion ist kaum zu finden – mit einer Ausnahme: Er sei, so heißt es im Nachruf der Roosevelt University, Gründer und emeritierter Präsident von Self Help Home gewesen sei. Dass er Gründer dieser jüdischen Selbsthilfe war, dafür lassen sich keine Belege finden, wohl aber für seine aktive und langjährige Mitarbeit dort.
Selfhelp, anfangs noch Selbsthilfe, war eine 1936 in New York von Paul Tillich gegründete Hilfsorganisation für Flüchtlinge aus Europa. Tillich sei es gewesen, der Walter Friedländer dazu geraten habe, 1938 einen Ableger von Selfhelp in Chicago zu gründen, was dieser auch tat und bis 1943 den dortigen Vorsitz innehatte. Sein Stellvertreter war James Franck. 1976 übernahm Weil die Präsidentschaft und amtierte bis 2009. Von ihm stammt eine Beschreibung der Aktivitätsschwerpunkte der Organisation: „Arbeitshilfe, die Berufsberatung sowie Jobberatung und -vermittlung umfasste; Nachbarschaftshilfe, die Krankenhilfe, Tagesbetreuung für Kinder und Englischunterricht umfasste; und Kleiderkammer, der Austausch von Bekleidungs- und Mietinformationen.“
Bereits 1951 war aus der Selfhelp heraus das erste Selfhelp Home for the Aged entstanden, ein jüdisches Altersheim, in das damals 42 Bewohnerinnen und Bewohner einzogen. „Dies bedeutete eine echte Veränderung in der Selbsthilfemission, die sich ursprünglich mit Flüchtlingen im Allgemeinen befasste und sich dann auf die Altenpflege konzentrierte.“ Heute präsentiert sich die Organisation auf ihrer Homepage so: „Selfhelp Home ist eine aktive und engagierte gemeinnützige Seniorengemeinschaft, die darauf ausgerichtet ist, die Bedürfnisse älterer jüdischer Menschen im gesamten Raum Chicago zu erfüllen.“

Weil verdeutlichte aber auch noch einmal die enge Verstrickung zwischen der Nazi-Herrschaft in Europa und der Geschichte von Selfhelp Home;

„Selfhelp hatte befürchtet, dass es für viele ältere Menschen ernsthafte finanzielle Probleme geben könnte. Diese Probleme wurden aber für die Bewohner durch eine Kombination aus Restitutionszahlungen und Zahlungen der deutschen Sozialversicherung weitgehend gelöst. Da das Selfhelp Home und das dazugehörige Selfhelp Center für Opfer der nationalsozialistischen Verfolgung gebaut worden waren, kamen die meisten Bewohner für diese Leistungen in Betracht. Leider wurden Bewohner aus Österreich und Ungarn von ihren Regierungen nicht so gut behandelt. […] Abschließend möchte ich sagen, dass wir mit einer gewissen Nostalgie auf die frühen Jahre in Hyde Park zurückblicken können. Wenn man sich von einer Zeit der Armut und des Kampfes entfernt, lässt eine spätere Perspektive diese Zeit wie ‚die guten alten Zeiten‘ aussehen. Sie waren nicht ganz so gut, aber wir erinnern uns heute gerne an sie, weil wir diese Zeit der Entbehrung überwunden haben, und wir wissen, dass diese Einwanderungswelle, die Hitler gerne zerstört hätte, einen großen Einfluss auf das amerikanische Leben und die amerikanische Kultur im Allgemeinen und die jüdische Gemeinschaft im Besonderen hatte.“

Im Juni 2012 fand die Erstaufführung des Films Refuge: Stories of the Selfhelp Home des amerikanischen Dokumentarfilmers Ethan Bensinger statt. Der einstündige Film porträtiert einige Bewohnerinnen und Bewohner des Selfhelp Home und lässt sie ihre Geschichte erzählen, angereichert durch historisches Material. In dem Film kommen auch ausführlich Rolf A. Weil und seine Frau Leni zu Wort. Der Filmemacher Ethan Bensinger, dessen Mutter früher als freiwillige Helferin in dem Heim gearbeitet hatte und die selber ihren Lebensabend dort verbrachte, hatte 2007 begonnen, ein Archiv mit den Lebensgeschichten der Heimbewohner einzurichten. Darauf basierte dann sein Dokumentarfilm.
Im Mai 2018 wurde Leni Weil, Mitglied des Kuratoriums und später Schatzmeisterin von Selfhelp Home war, von der Organisation mit dem Lifetime Achievement Award (Auszeichnung für ihr Lebenswerk) geehrt.

## Ehrungen und Auszeichnungen
Rolf A. Weil wurde 1967 vom College of Jewish Studies (heute: Spertus Institute for Jewish Learning and Leadership) die Ehrendoktorwürde in Hebräischer Literatur verliehen.
1970 wurde er Ehrendoktor (Doctor of Humane Letters/Litterarum humanarum doctor; L.H.D.) der Loyola University Chicago.
Er war langjähriges Mitglied des Kuratoriums von Beth Emet – The Free Synagogue in Evanston.

## Werke
- Federal Grants in Aid to Achieve State-Local Cooperation in Countercyclical Fiscal Policy, University of Chicago, 1950 (Dissertation)
- PROPERTY TAX EQUALIZATION IN ILLINOIS, in: National Tax Journal, Vol. 6, No. 2 (19530601), pp. 157–167.
- Educational Reassessment: Business Schools Adjusting Focus in Face of Criticism. Thread professional way between over-specialization and over-generalization, in: Business & Society, Vol. 2. No. 2 (3/1962), pp. 4–8.
- SALES RATIOS, EQUALIZATION, AND THE TRANSPORTATION INDUSTRY, in: Proceedings of the Annual Conference on Taxation under the Auspices of the National Tax Association, Vol. 61 (19680101), pp. 83–88.
- College Youth Attitudes Today, in: School and Society, 99, 2333, 246-7, Apr 71.
- Through These Portals. From Immigrant to University President : Rolf Weil's Reflections on His Years at Roosevelt University, Roosevelt University, Chicago, 1991, ISBN 978-0963256706.
- HISTORY OF HYDE PARK JEWRY FROM THE 1930’S, CHICAGO JEWISH HISTORY, Vol. 42, No. 1, Winter 2018.